# Saint-Jammes

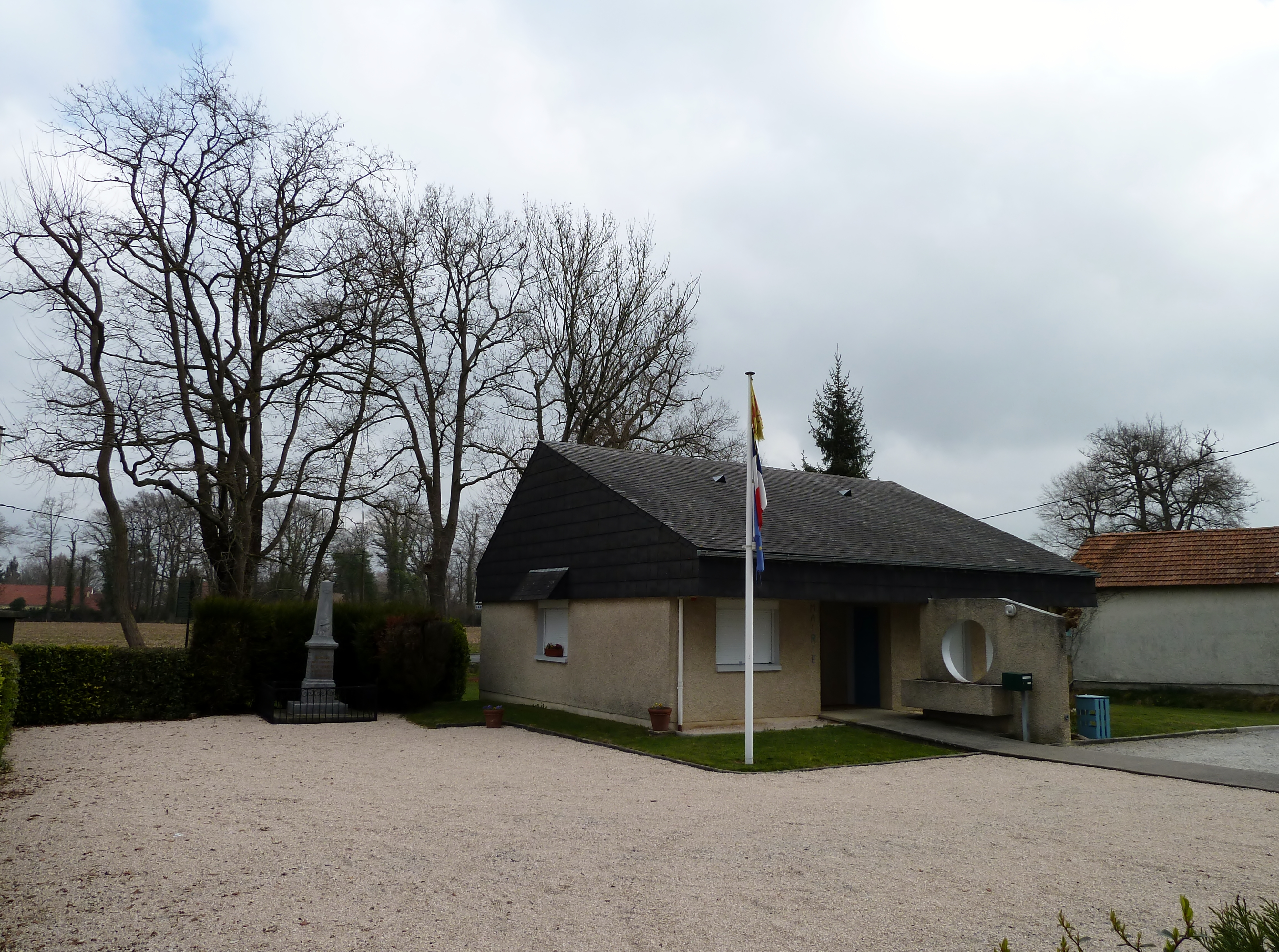
El ayuntamiento

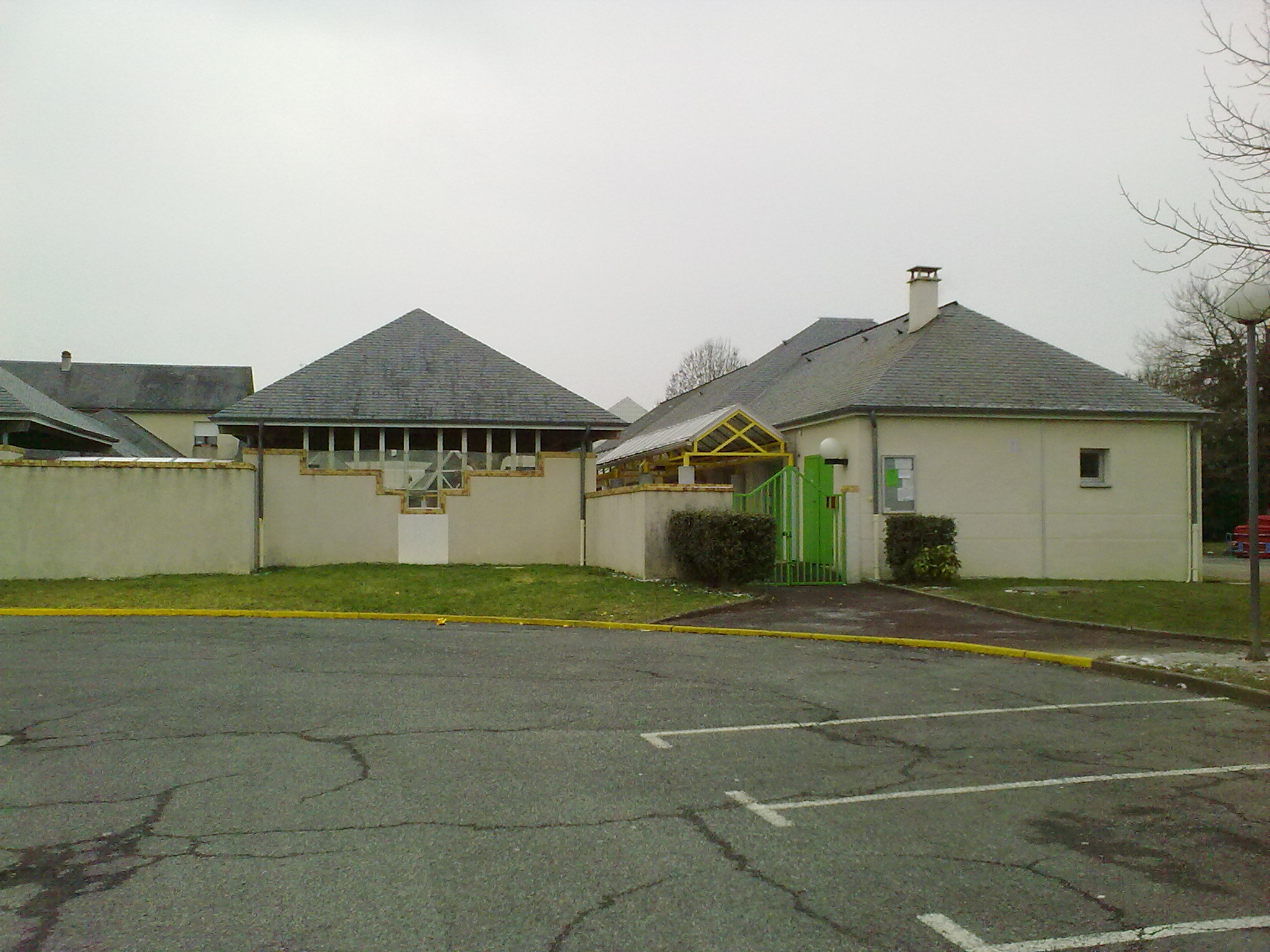
La escuela de Saint - Jammes

 Saint-Jammes  es una población y comuna francesa, en la región de Aquitania, departamento de Pirineos Atlánticos, en el distrito de Pau y cantón de Morlaàs.

## Demografía
| 173 | 173 | 237 | 413 | 522 | 583 |
| Para los censos de 1962 a 1999 la población legal corresponde a la población sin duplicidades (Fuente: INSEE [Consultar]) |     |     |     |     |     |